# Altai repülőtér
Az Altai repülőtér (IATA: ALF, ICAO: ENAT) Norvégia egyik nemzetközi repülőtere, amely Alta közelében található. Éves utasforgalma 329 203 fő (2022).

## Légitársaságok és úticélok
| Légitársaság          | Célállomások                                                                   |
| --------------------- | ------------------------------------------------------------------------------ |
| Aegean Airlines       | Szezonális charter: Chania                                                     |
| Norwegian             | Oslo–Gardermoen, Tromsø                                                        |
| Scandinavian Airlines | Oslo–Gardermoen, Tromsø                                                        |
| Widerøe               | Båtsfjord, Hammerfest, Honningsvåg, Kirkenes, Mehamn, Sørkjosen, Tromsø, Vadsø |

## Futópályák
A repülőtér futópályái:
- 11/29 (2253 m, 45 m, aszfalt)

## Forgalom
Az utasforgalom az elmúlt években az alábbi módon változott:
| Utasok száma | 283 314 | 251 315 | 358 509 | 388 585 | 333 593 | 345 073 | 392 520 | 378 891 | 194 458 | 329 203 |
|              | 2000    | 2002    | 2005    | 2007    | 2010    | 2012    | 2015    | 2017    | 2020    | 2022    |